# Tranvia Milano-Magenta/Castano Primo
La tranvia Milano-Magenta/Castano Primo era una linea della rete tranviaria interurbana di Milano che collegava il capoluogo lombardo con Magenta e Castano Primo.
Come le altre linee simili la tranvia era nota colloquialmente col nomignolo dialettale di Gamba de legn', sebbene tale termine fosse inizialmente riferito alle motrici a vapore che trainavano i convogli.

## Storia
Nell'ottobre 1877 fu presentata alla provincia di Milano la richiesta di concessione per una linea tranviaria interurbana con trazione a vapore che percorresse la strada provinciale Vercellese allo scopo di collegare Milano a Magenta. Nella richiesta si chiedeva inoltre la concessione per una diramazione che da Sedriano giungesse a Castano Primo. Nei mesi seguenti, i richiedenti, tra cui l'ingegnere Enrico Horvath e il signor Amos Mascheroni, costituirono una compagnia, la Società Anonima del Tramway Milano-Magenta-Castano (MMC), allo scopo di raccogliere i capitali necessari alla costruzione e all'esercizio della linea.
Il 9 settembre 1878 fu firmato l'atto di concessione cinquantennale fra la MMC e la Deputazione provinciale milanese che diede il via alla costruzione della linea grazie alla partecipazione finanziaria di un'impresa di costruzioni belga. I lavori furono completati tra il 1879 e il 1880, grazie anche all'apporto progettuale dell'ing. Augusto Masetti allora coinvolto nella progettazione di un'altra tranvia, da Lucca a Ponte a Moriano. In particolare il 2 agosto 1879 fu aperto il tronco tra Milano e Sedriano, quindi il 15 ottobre dello stesso anno fu raggiunta Cuggiono, mentre il 27 novembre fu completato il tronco fra Sedriano e Corbetta. Il 15 gennaio dell'anno seguente fu raggiunta Magenta e l'8 marzo fu la volta di Castano.
Il consiglio provinciale di Milano stabilì il limite di velocità alle quali dovevano attenersi i conducenti del tram: in campagna doveva essere al massimo di 15 km/h, mentre all'interno dell'area urbana esso scendeva a 10 km/h. In caso di nebbia o per altri motivi eccezionali, il tram doveva essere preceduto da un uomo a piedi, per cui il limite scendeva a 5 km/h. Il biglietto di prima classe costava, al momento dell'inaugurazione, intorno ai 5-7 centesimi di lira per chilometro, mentre il prezzo per la seconda era di 4 centesimi per chilometro.
Il Gamba de legn fu utilizzato in particolare dai pendolari nonché, per il trasporto delle merci, soprattutto dagli operatori impegnati nella coltivazione del baco da seta, ai tempi molto diffusa nella zona. Durante la prima guerra mondiale, il 31 maggio 1917 un convoglio tranviario carico di soldati fu coinvolto in un grave incidente dovuto allo straripamento del fiume Olona mentre per tutto il periodo del conflitto successivo le carrozze videro la presenza di molti sfollati, che generavano in quel periodo il maggior carico di passeggeri della linea. Il traffico merci risultò vivace anche in virtù della presenza di alcuni raccordi industriali lungo la linea.
Nel 1933 la Società per le Ferrovie del Ticino (SFT) affidò alla MMC la gestione di due linee della propria rete, la Milano-Pavia e la Pavia-Sant'Angelo Lodigiano, il cui esercizio fu soppresso il 1º marzo 1936.
La concorrenza stradale, a partire da quelle delle autolinee istituite nel 1929, cominciava a farsi sentire ma né la MMC né la Azienda Tranviaria Municipale Interurbana (ATMI), che nel 1939 rilevò il servizio della rete provinciale, concretizzarono i ventilati progetti di elettrificazione della linea, che prevedeva ormai solo cinque coppie giornaliere, divenute sei nel secondo dopoguerra.
Nel 1951 la tranvia, ormai caratterizzata da un sistema di trazione desueto, fu oggetto di forti critiche direttamente da parte del senatore Guido Corbellini inducendo l'ATM, che aveva nel frattempo integrato il servizio ATMI alla chiusura della linea previo azzeramento del relativo deficit di esercizio da parte dello Stato.
Il 21 luglio 1952 la diramazione per Castano Primo venne soppressa, anche in seguito alle critiche mosse per il perdurare della presenza del passaggio a livello di Vittuone; nel 1954 le corse furono ridotte a cinque per Magenta, con la creazione di un servizio sostitutivo di autobus. Nel 1957 il servizio venne ulteriormente ridotto e a partire dal 30 agosto soppresso completamente e sostituito con servizio autobus con la creazione della linea interurbana Milano–Magenta–Cuggiono gestita da ATM.

## Caratteristiche
| Unknown route-map component "uexKBHFa" |

| Unknown route-map component "exCONTgq" | Unknown route-map component "uexmKRZu" | Unknown route-map component "exCONTfq" |

| Unknown route-map component "uexhKRZWae" |

| Unknown route-map component "uexHST" |

| Unknown route-map component "uexBHF" |

| Unknown route-map component "uexBHF" |

| Unknown route-map component "uexHST" |

| Unknown route-map component "uexBHF" |

| Unknown route-map component "uexHST" |

| Unknown route-map component "uexHST" |

| Unknown route-map component "uexBHF" |

| Unknown route-map component "uexCONTgq" | Unknown route-map component "uexABZgr" |  |

| Unknown route-map component "uexBHF" |

| Unknown route-map component "uexHST" |

| Unknown route-map component "uexBHF" |

| Unknown route-map component "uexKBHFe" |

La lunghezza complessiva della rete ammontava a 42,957 km, di cui 19,487 rappresentati dalla diramazione per Castano Primo e i restanti 23,470 dalla linea Milano-Magenta. Lo scartamento adottato era di 1.445 mm, con armamento realizzato in prevalenza da rotaie da 14 kg per metro. La velocità massima, inizialmente di 15 km/h, fu innalzata a 18 km/h nel 1890, consentendo di coprire il percorso fino a Castano Primo in circa due ore e mezza e poi a 40 km/h nel 1921, riducendo di un'ora la percorrenza.

### Percorso
| Unused urban continuation backward |

| Unknown route-map component "uexBHF" |

|  | Unknown route-map component "uexABZgl" | Unknown route-map component "uexCONTfq" |

| Unknown route-map component "uexBHF" |

| Unknown route-map component "CONTgq" | Unknown route-map component "uxmKRZ" | Unknown route-map component "CONTfq" |

| Unknown route-map component "uexHST" |

| Unknown route-map component "uexHST" |

| Unknown route-map component "uexBHF" |

| Unknown route-map component "uexHST" |

| Unknown route-map component "uexBHF" |

| Unknown route-map component "uexBHF" |

| Unknown route-map component "uexBHF" |

| Unknown route-map component "uexKBHFe" |

L'originario capolinea di Milano si trovava nell'area che in seguito venne rinominata piazza Baracca ed era costituita da una piccola stazione con locali di servizio e una rimessa all'aperto. Solo nel 1911 tale impianto fu spostato al numero 33 di corso Vercelli, in conseguenza dell'estensione della rete tranviaria urbana.
Superata l'area di Porta Magenta e sottopassata la ferrovia di cintura milanese, i tram a vapore raggiungevano il dazio, presso la Bettola di Figino, stazione attrezzata dal 1931 quale capolinea di alcune corse supplementari; da qui, attraversata la via con una curva particolarmente insidiosa i tram proseguivano servendo i comuni di Cascine Olona, San Pietro all'Olmo, Sedriano e Corbetta, fino a giungere a Magenta.
Circa seicento metri dopo la stazione di Sedriano si diramava la linea per Castano Primo, che seguiva la strada provinciale per Turbigo servendo Vittuone con una fermata presso il locale scalo ferroviario denominata Vittuone Stazione, distinta da quella della linea per Magenta, denominata Vittuone Palo.
L'attraversamento della ferrovia Torino-Milano avveniva a raso, con scavalcamento delle rotaie ferroviarie da parte dei tram grazie ad appositi sezionamenti di quelle tranviarie. Nell'ordine, erano poi serviti i comuni di Ossona, Inveruno, Cuggiono e Buscate, per giungere infine al capolinea.

## Materiale rotabile
Quale dotazione originaria la MMC acquisì nel 1879 sei locomotive a due assi di costruzione Krauss cui fece seguito l'anno successivo un esemplare analogo, del tutto simile a quelle già consegnate alla Società Anonima del Tramway Milano-Gorgonzola-Vaprio (MGV) per il servizio sulla propria linea sociale e alla Società Anonima dei Tramways e delle Ferrovie Economiche di Roma, Milano e Bologna (STFE) per la tranvia Milano-Saronno. Nel 1885 un ulteriore esemplare di tale tipo si aggiunse con il numero sociale 8.
Dopo la successiva consegna delle locomotive 9 e 10, un'ulteriore "Krauss", più potente delle precedenti e soprannominata dal personale "la gabbia", fu acquistata e numerata 2, in sostituzione di una locomotiva nel frattempo demolita in seguito a un incidente. Ulteriori forniture si ebbero nel 1906, 1907 e 1910, fino a raggiungere una consistenza complessiva di diciassette unità.

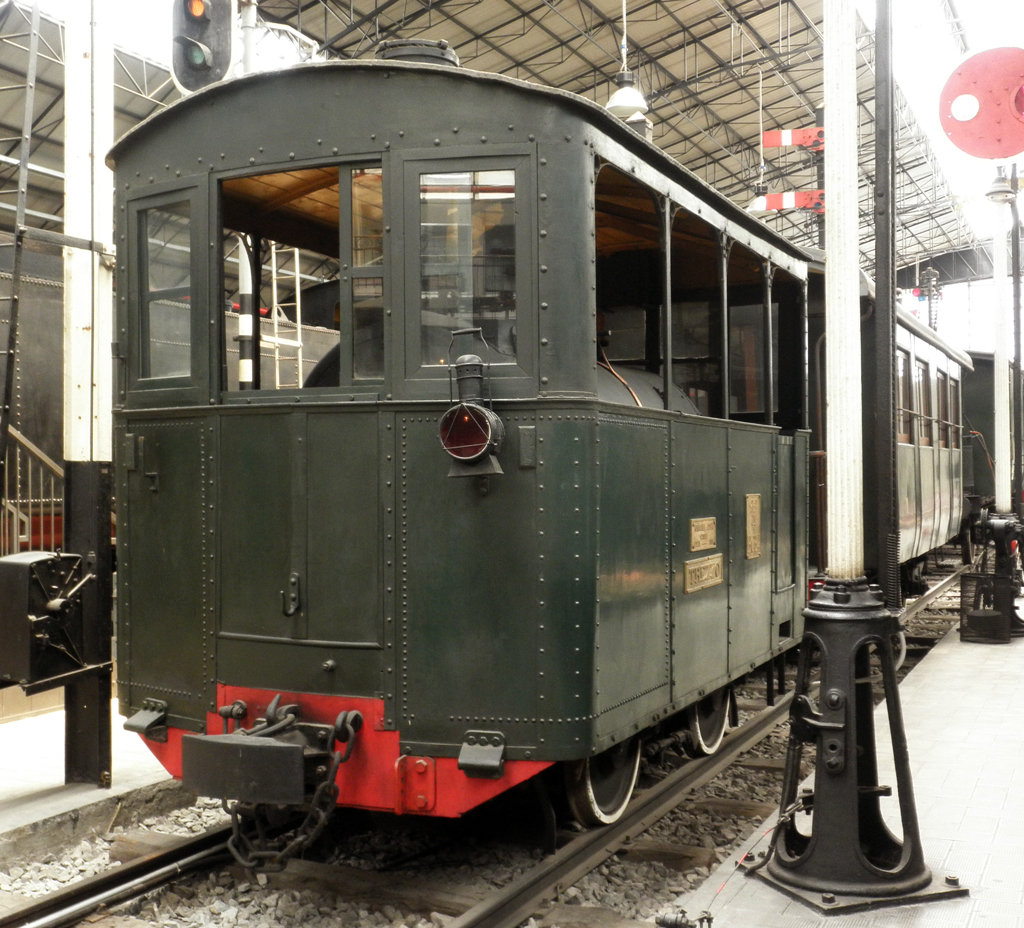
Una locomotiva Gamba de legn come quelle utilizzate sulla tranvia al Museo della Scienza e della Tecnologia di Milano

Su tutte le motrici prodotte dalla Lokomotivenfabrik Krauss tra il 1879 e il 1910, al fine di garantire la massima sicurezza al personale vi era una totale copertura della caldaia e del motore da parte della carrozzeria. Il posto di guida era situato nella parte anteriore della motrice.
Alle motrici Krauss se ne aggiunsero successivamente altre: nel 1931 giunsero sei unità di costruzione Borsig e due di costruzione Atéliers Métallurgique de Tubize dalle Tramways a Vapore Interprovinciali di Milano, Bergamo e Cremona (TIP), mentre nel 1936 fu la volta della Società per le Ferrovie del Ticino che cedette alla MMC (la quale dal 1933 aveva assunto la gestione di due delle sue linee sociali) le quattro unità del parco in migliori condizioni.

### Materiale motore - prospetto di sintesi
| Unità                    | Anno di acquisizione | Costruttore | N. costruzione | Rodiggio | Velocità max | Note                                 |
| ------------------------ | -------------------- | ----------- | -------------- | -------- | ------------ | ------------------------------------ |
| 1 - Castano              | 1879                 | Krauss      | 715            | B        | 15 km/h      | Demolita nel 1931                    |
| 2 - Sedriano             | 1879                 | Krauss      | 716            | B        | 15 km/h      | Alienata per incidente nel 1904      |
| 13 - Sedriano            | 1904                 | Krauss      | 5195           | B        | 15 km/h      | A sostituzione della n. 2            |
| 3 - Inveruno             | 1879                 | Krauss      | 823            | B        | 15 km/h      | Demolita nel 1931                    |
| 4 - Magenta              | 1879                 | Krauss      | 779            | B        | 15 km/h      | Demolita nel 1931                    |
| 5 - Milano               | 1879                 | Krauss      | 780            | B        | 15 km/h      | Demolita nel 1931                    |
| 6 - San Pietro all'Olmo  | 1879                 | Krauss      | 781            | B        | 15 km/h      | Demolita nel 1931                    |
| 7 - Vittuone             | 1880                 | Krauss      | 1631           | B        | 15 km/h      | Demolita nel 1931                    |
| 8                        | 1885                 | Krauss      | 1302           | B        | 25 km/h      |                                      |
| 9                        | 1885                 | Krauss      | 1303           | B        | 25 km/h      |                                      |
| 10                       | 1885                 | Krauss      | 1631           | B        | 25 km/h      |                                      |
| 11 - Cuggiono            | 1906                 | Krauss      | 5410           | B        | 20 km/h      |                                      |
| 12 - Corbetta            | 1907                 | Krauss      | 5839           | B        | 20 km/h      |                                      |
| 14 - San Pietro all'Olmo | 1907                 | Krauss      | 5840           | B        | 20 km/h      |                                      |
| 15 - Milano              | 1910                 | Krauss      | 6344           | B        | 40 km/h      |                                      |
| 16 - Inveruno            | 1910                 | Krauss      | 6345           | B        | 40 km/h      |                                      |
| 17 - Vittuone            | 1910                 | Krauss      | 6346           | B        | 40 km/h      |                                      |
| 65 - Dovera              | 1909                 | Borsig      | 7370           | B        | 40 km/h      | Acquisita nel 1931 dalla TIP         |
| 68 - Martesana           | 1909                 | Borsig      | 7372           | B        | 40 km/h      | Acquisita nel 1931 dalla TIP         |
| 69 - Molino Nuovo        | 1909                 | Borsig      | 7373           | B        | 40 km/h      | Acquisita nel 1931 dalla TIP         |
| 70 - San Donato          | 1909                 | Borsig      | 7382           | B        | 40 km/h      | Acquisita nel 1931 dalla TIP         |
| 64                       | 1908                 | Tubize      | 1575           | C        | 40 km/h      | Acquisita nel 1931 dalla TIP         |
| 82                       | 1911                 | Tubize      | 1706           | B        | 40 km/h      | Già SFT, cquisita nel 1931 dalla TIP |
| 108                      | 1908                 | St. Leonard | 1546           | B        | 40 km/h      | Acquisita nel 1933 dalla SFT         |
| 110                      | 1908                 | St. Leonard | 1548           | B        | 40 km/h      | Acquisita nel 1933 dalla SFT         |
| 111                      | 1912                 | Tubize      | 1683           | B        | 40 km/h      | Acquisita nel 1933 dalla SFT         |
| 18                       | 1911                 | Saronno     | 3610           | B        | 25 km/h      | Acquisita nel 1933 dalla SFT         |

Completavano la dotazione iniziale ventotto carrozze a terrazzini costruite dalla società Grondona e dieci carri merci realizzati dal medesimo costruttore milanese. Nel 1910 furono acquistate dieci carrozze a terrazzini e quattro chiuse, realizzate dalla Fratelli Bagnara; nel 1931 a tali veicoli si aggiunsero alcune carrozze provenienti dalla TIP.